# Вилазета
Вилазета је насеље у Италији у округу Агриђенто, региону Сицилија.
Према процени из 2011. у насељу је живело 6192 становника. Насеље се налази на надморској висини од 101 м.